# Флаг Британской Колумбии
Флаг Британской Колумбии является одним из символов канадской провинции Британская Колумбия. Флаг был принят лейтенант-губернатором провинции 27 июня 1960 года.

## Описание

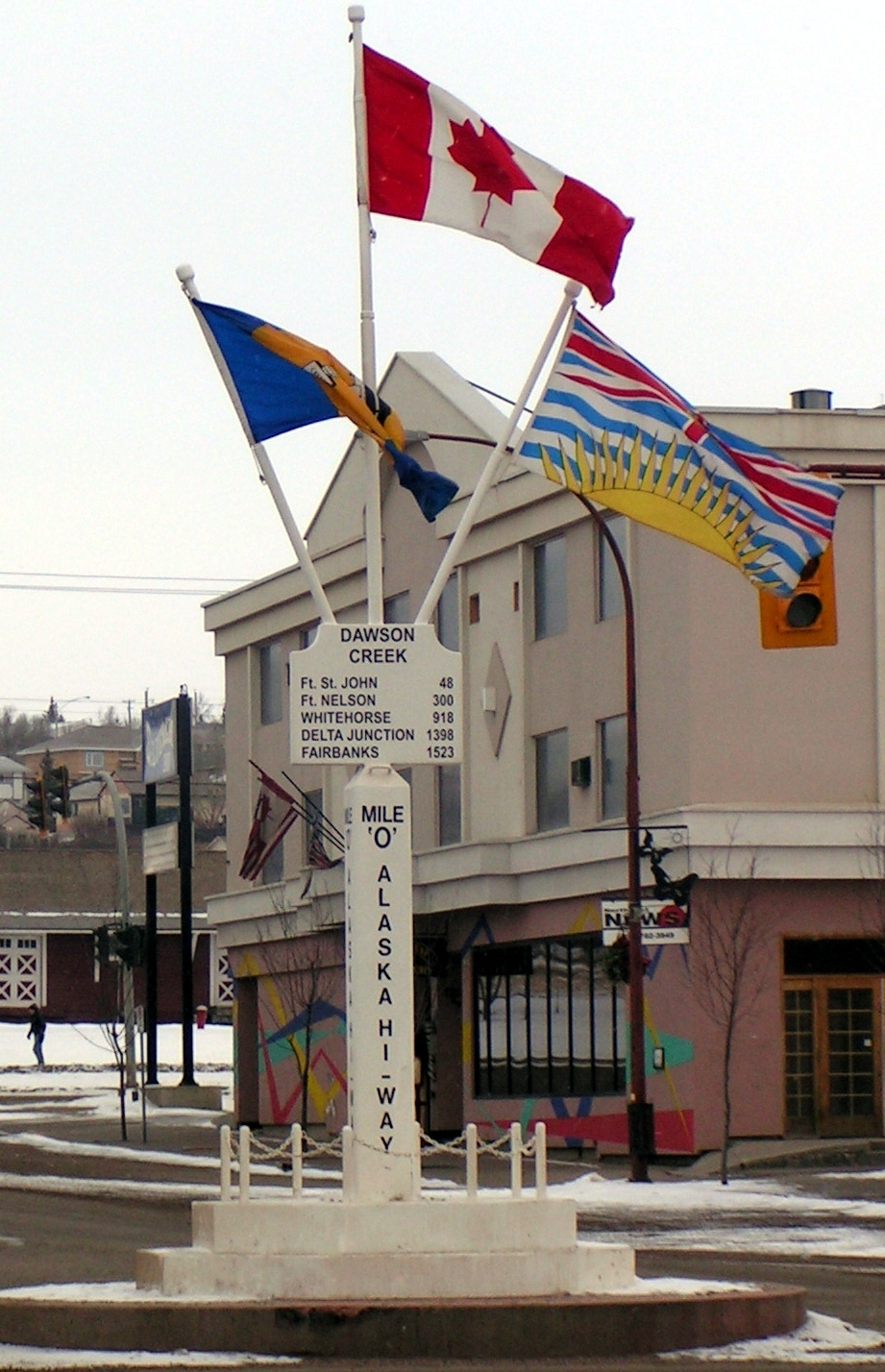
Флаг провинции на нулевом километре Аляскинской трассы.

Флаг Британской Колумбии повторяет рисунок геральдического щита, который был дарован провинции королём Великобритании Эдуардом VII 31 марта 1906 года. В его верхней трети расположен флаг Великобритании, символизирующий британские корни, с золотой короной по центру. В нижней части расположено закатное полусолнце, призванное показать, что Британская Колумбия является самой западной провинцией Канады. В центральной части флага — четыре белые и три синие волнистые полосы. Синие полосы символизируют Тихий океан, водами которого омывается провинция.
Длина и высота флага соотносятся как пять к трём, что связано с внешним видом закатного полусолнца, которое растягивается по горизонтали и теряет свой облик при соотношении два к одному.

## История
20 июля 1871 года Британская Колумбия стала провинцией Канады. В то же время стал вопрос о провинциальном гербе, который было необходимо добавить в герб Доминиона. Провинциальный герб был сделан на основе символа колонии Британская Колумбия и достоверно неизвестно, использовался ли он как самостоятельный символ.
В 1895 году был предложен новый дизайн герба, который был принят местным правительством, но в то же время не был подтверждён королевой Канады и не являлся официальным гербом. После небольших модификаций герб был официально дарован провинции в 31 марта 1906 года. До 1960 года символ не использовался на территории провинции, но использовался в Лондоне.
В 1958 году отмечалось 100-летие образования колонии Британская Колумбия и встал вопрос о существовании флага провинции. Поиск в архивах ничего не дал и символом столетия стал пёстрый флаг с множеством различных элементов. Правительство Британской Колумбии уже было готово утвердить этот флаг как символ провинции, но из-за политических проблем ушло в отставку. Новое руководство провинции обнаружило в архивах старый герб, а также выяснило, что за пределами провинции он использовался как флаг. В 1960 году флаг был утверждён.